# Lepidodexia elegans
Lepidodexia elegans är en tvåvingeart som beskrevs av Daniel William Coquillett 1895. Lepidodexia elegans ingår i släktet Lepidodexia och familjen köttflugor.
Artens utbredningsområde är Florida. Inga underarter finns listade i Catalogue of Life.